# Nicolás Acevedo
Nicolás Brian Acevedo Tabárez (Montevideo, 14 aprile 1999) è un calciatore uruguaiano, difensore del Bahia.

## Caratteristiche tecniche
È un difensore centrale che può giocare anche da mediano.

## Carriera

### Club
Cresciuto nel settore giovanile del Liverpool (M), ha esordito il 14 ottobre 2018 in occasione del match di campionato vinto 2-1 contro il Defensor Sporting.

### Nazionale
Ha partecipato ai Mondiali Under-20 del 2019.

## Statistiche
Statistiche aggiornate al 26 gennaio 2019.

### Cronologia presenze e reti in nazionale
| Cronologia completa delle presenze e delle reti in nazionale ― Uruguay under 20 | Cronologia completa delle presenze e delle reti in nazionale ― Uruguay under 20 | Cronologia completa delle presenze e delle reti in nazionale ― Uruguay under 20 | Cronologia completa delle presenze e delle reti in nazionale ― Uruguay under 20 | Cronologia completa delle presenze e delle reti in nazionale ― Uruguay under 20 | Cronologia completa delle presenze e delle reti in nazionale ― Uruguay under 20 | Cronologia completa delle presenze e delle reti in nazionale ― Uruguay under 20 | Cronologia completa delle presenze e delle reti in nazionale ― Uruguay under 20 |
| Data                                                                            | Città                                                                           | In casa                                                                         | Risultato                                                                       | Ospiti                                                                          | Competizione                                                                    | Reti                                                                            | Note                                                                            |
| ------------------------------------------------------------------------------- | ------------------------------------------------------------------------------- | ------------------------------------------------------------------------------- | ------------------------------------------------------------------------------- | ------------------------------------------------------------------------------- | ------------------------------------------------------------------------------- | ------------------------------------------------------------------------------- | ------------------------------------------------------------------------------- |
| 18-1-2019                                                                       | Talca                                                                           | Uruguay under 20                                                                | 0 – 1                                                                           | Perù under 20                                                                   | Sudamericano Sub-20 2019 - 1º turno                                             | -                                                                               |                                                                                 |
| 20-1-2019                                                                       | Curicó                                                                          | Uruguay under 20                                                                | 3 – 1                                                                           | Ecuador under 20                                                                | Sudamericano Sub-20 2019 - 1º turno                                             | -                                                                               |                                                                                 |
| 24-1-2019                                                                       | Curicó                                                                          | Uruguay under 20                                                                | 0 – 1                                                                           | Argentina under 20                                                              | Sudamericano Sub-20 2019 - 1º turno                                             | -                                                                               |                                                                                 |
| 26-1-2019                                                                       | Talca                                                                           | Uruguay under 20                                                                | 1 – 0                                                                           | Paraguay under 20                                                               | Sudamericano Sub-20 2019 - 1º turno                                             | -                                                                               |                                                                                 |
| Totale                                                                          |                                                                                 | Presenze                                                                        | 4                                                                               |                                                                                 | Reti                                                                            | 0                                                                               |                                                                                 |

## Palmarès

### Competizioni nazionali
- Supercopa Uruguaya: 1

Liverpool (M): 2020
- Campionato MLS: 1

New York City: 2021

### Competizioni internazionali
- Campeones Cup: 1

New York City: 2022

### Competizioni statali
- Campionato Baiano: 1

Bahia: 2023